# 海南社鼠
海南社鼠（学名：Niviventer lotipes）也称海南白腹鼠，一种分布于中国海南岛地区的啮齿动物，隶属于鼠科白腹鼠属社鼠种团。本种曾被视为缅甸山鼠（Niviventer tenaster）的一个亚种。2008年中国和日本学者通过研究，将本种提升为独立种。